# Тулов, Фёдор Андреевич
Фёдор Андре́евич Ту́лов (1792—1855) — русский художник, мастер портрета, писал также образа для церквей.

## Биография
Крепостной художник, впоследствии Ф. А. Тулов получил вольную. О начальном периоде жизни художника сведения отсутствуют. Одна из самых ранних работ художника датируется 1811 годом («Портрет Константина Тулова», ГРМ). Писал с начала 1810-х годов портреты членов семьи князя М. А. Шаховского в их имении Белая Колпь Волоколамского уезда Калужской губернии, а также близких им людей. С 1830-х жил и работал в Пропойске (ныне Славгород), в имении А. И. Бенкендорфа, двоюродного брата графа А. Х. Бенкендорфа. Имел от Академии художеств звание художника XIV класса. Известно, что художник увлекался механикой и астрономией. В 1852 г. посетил Санкт-Петербург.
Всего к настоящему времени известно более 60 портретов Тулова, хранящихся в Государственном Эрмитаже, Русском музее, Третьяковской галерее, Историческом музее, Калужском художественном музее, Одесском художественном музее, Смоленском музее-заповеднике, Музее игрушки (Сергиев Посад) и других музеях России, Беларуси и Украины.

## Портреты работы Федора Тулова

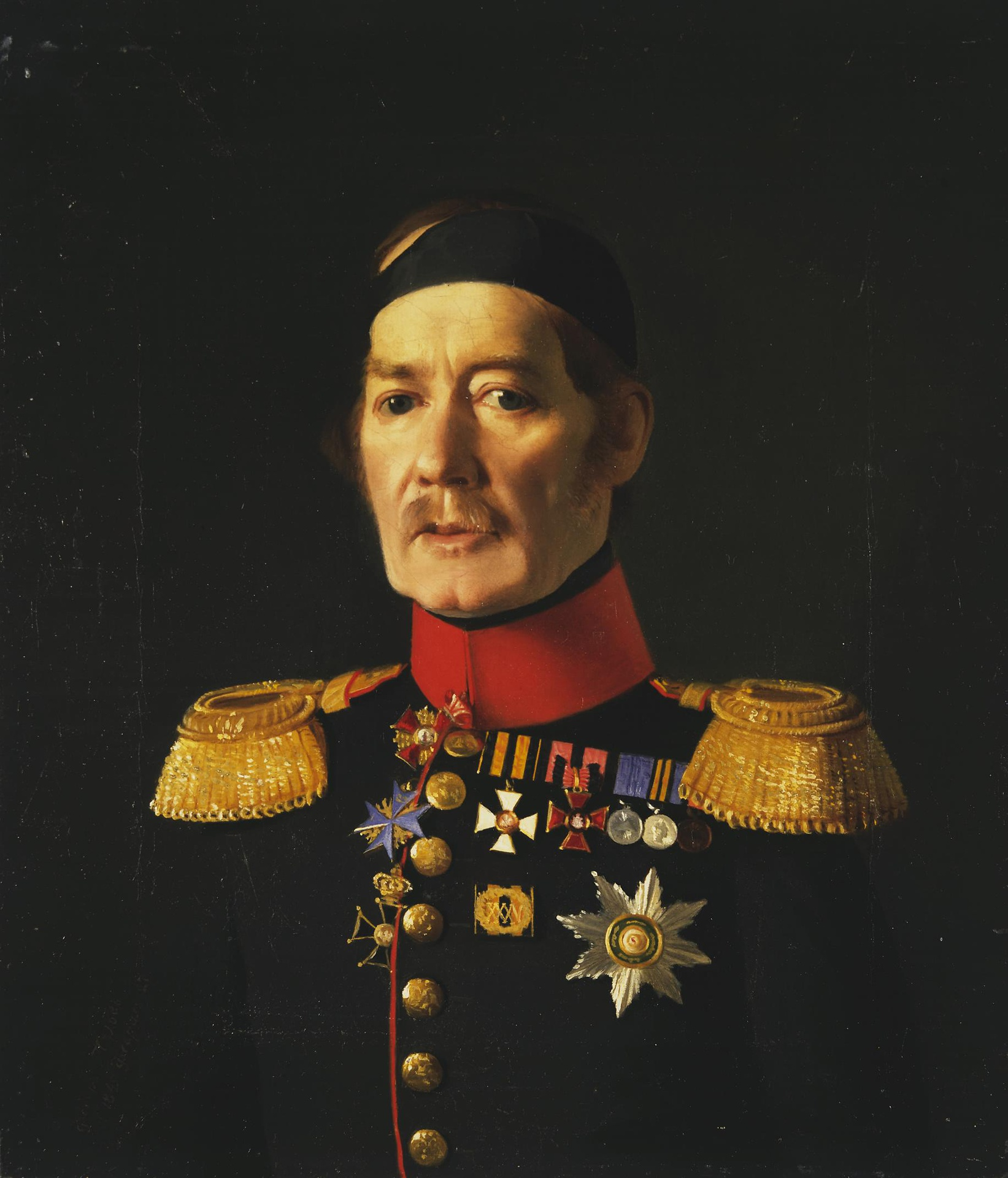
Портрет генерала Баранова, ГЭ
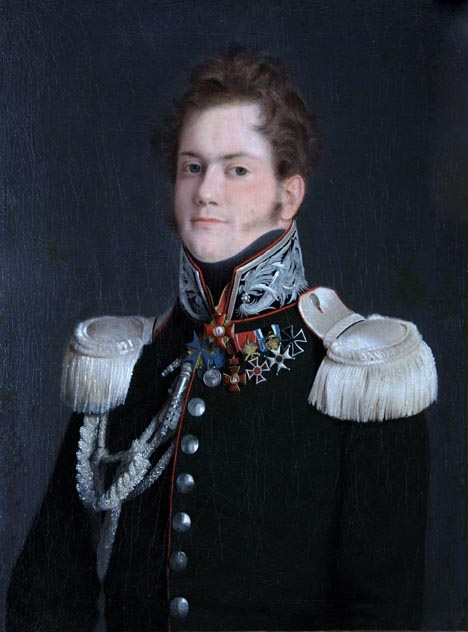
Портрет генерала Муравьёва